# المسقه السفلى (السدة)

تعديل مصدري - تعديل

المسقه السفلى محلة تابعة لقرية المسقة، التابعة لعزلة وادي الحبالي بمديرية السدة إحدى مديريات محافظة إب في الجمهورية اليمنية.، بلغ تعداد سكانها 94 حسب تعداد اليمن لعام 2004.